# Chongzuo
Chongzuo (chiń. 崇左; pinyin Chóngzuǒ) – miasto o statusie prefektury miejskiej w południowych Chinach, w regionie autonomicznym Kuangsi, przy granicy z Wietnamem. Prefektura miejska została utworzona w 2004 roku.